# 디와이씨 (기업)
DYC 주식회사는 경산3차산업단지에 본사를 둔 자동차 파워트레인 기업이다.

## 역사 및 현황
2000년 10월 2일에 삼익오토텍이라는 법인으로 설립되어 2012년 8월에 본사를 경산3차산업단지로 이전하였다.
2016년 3월에 현재의 사명인 DYC 주식회사로 사명을 변경하였다.
2021년 12월 14일에 한국제8호스팩과 합병을 통해 코스닥 시장에 상장하였다.